# Ara autocthones
Vous lisez un « article de qualité » labellisé en 2013.
Espèce
Synonymes
- Ara autochthones Wetmore, 1937 (lapsus)

Ara autocthones est une espèce fossile d'oiseaux de la famille des Psittacidae. Les restes de cet oiseau ont été retrouvés sur les îles caribéennes de Sainte-Croix et de Porto Rico. L'espèce est décrite par Alexander Wetmore en 1937 à partir d'un tibiotarse subfossile déterré par L. J. Korn en 1934 dans le sambaqui d'un des sites archéologiques amérindiens de Sainte-Croix. Un deuxième spécimen est décrit par Storrs L. Olson et Edgar J. Máiz López à partir d'os de membres et d'épaule trouvés sur un site de fouilles portoricain similaire, tandis qu'un éventuel troisième spécimen a été signalé à Montserrat. L'espèce est l'une des deux espèces d'aras de taille moyenne de la Caraïbe, l'autre étant l'Ara tricolore (Ara tricolor), plus petit et vivant à Cuba. Ses os sont distincts de ceux des amazones et de ceux des perroquets de taille moyenne, mais géographiquement plus éloignés, que sont l'Ara de Lear (Anodorhynchus leari) et l'Ara canindé (Ara glaucogularis). L'aire de répartition originelle est inconnue car les perroquets ont régulièrement été échangés entre les îles par les populations autochtones. Comme pour d'autres espèces de perroquets des Caraïbes, l'extinction d'Ara autocthones semble liée à l'arrivée d'humains dans la région ; elle est survenue après 300 apr. J.-C.

## Description

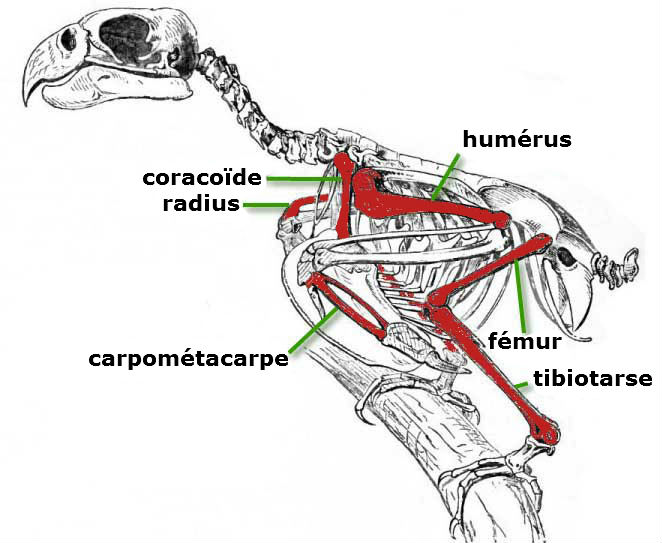
Dessin d'un squelette d'une espèce indéterminée de perroquet par Richard Lydekker. Les restes subfossiles connus d'Ara autocthones sont des fragments plus ou moins incomplets des os représentés en rouge.

Ara autocthones est d'abord connu  par un tibiotarse gauche subfossile (holotype, répertorié sous la référence USNM 483530) appartenant à un oiseau immature, mais ayant atteint sa taille adulte. Alexander Wetmore décrit l'os comme similaire aux tibiotarses de l'Ara tricolore (Ara tricolor), avec une plus grande largeur transversale mais plus mince par rapport aux grands aras. Les proportions élancées de l'os et les arêtes plus allongées sur l'extrémité proximale permettent de distinguer l'espèce des amazones.
Les ossements trouvés par Máiz López (USNM 448344) comprennent le coracoïde gauche d'un individu (il manque une partie de l'épiphyse, la tête de l'os), les extrémités proximale et distale de l'humérus gauche, l'extrémité proximale du radius droit, les carpométacarpes gauches, à l'exception d'un métacarpien manquant, le fémur gauche (sauf l'extrémité distale), le tibiotarse droit (auquel il manque une partie de la surface articulaire proximale), le fragment proximal et une partie distale usée du tibiotarse gauche.
Olson et Máiz López ont examiné les os et ont montré qu'ils différaient des os des amazones. Le tibiotarse a un condyle interne plus étroit et une crête cnémiale intérieure distinctive, qui est plus pointue et qui s'étend plus loin du côté proximal. Le carpométacarpe est proportionnellement beaucoup plus long avec un processus sur le métacarpe alulaire qui n'est pas courbé proximalement. Le fémur a une tête proportionnellement plus grande, quand l'apophyse ectépicondylaire et la fixation du pronator brevis (l'un des deux muscles de pronation de l'aile) sur l'humérus sont plus proximales. Le coracoïde allongé est relativement étroit et la lèvre ventrale de la facette glénoïde (l'équivalent de la cavité glénoïde des mammifères) est plus saillante.
Olson et Máiz López montrent encore qu'Ara autocthones faisait la même taille que l'Ara canindé (Ara glaucogularis) et l'Ara de Lear (Anodorhynchus leari). Le tibiotarse est plus court que chez l'Ara canindé, mais plus long que chez l'Ara de Lear, tandis que les longueurs du coracoïde, du carpométacarpe et du fémur sont plus petites. En plus de ces mensurations différentes, ils ont observé que l'attachement pectoral sur l'humérus est moins massif tandis que le sillon capital (une rainure séparant deux parties de la tête de l'humérus) est plus large, la tête du fémur est plus massive et vue de la face postérieure, plus creusée sous la tête, le cou et le trochanter. Le fémur plus robuste le distingue précisément de l'Ara de Lear, et le tibiotarse est plus robuste avec une extrémité distale évasée.

## Répartition

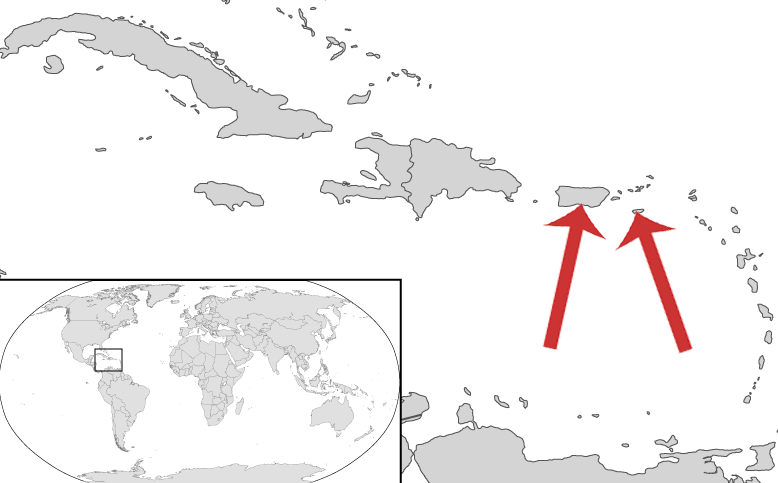
Les flèches rouges indiquent les lieux où les restes subfossiles ont été trouvés.

Les os de l'espèce ont été trouvés dans deux îles des Caraïbes, Sainte-Croix et Porto Rico. À Sainte-Croix le site de fouilles était situé sur un village amérindien précolombien près de la ville actuelle de Concordia, près du cap Sud-Ouest. Les os de Porto Rico ont été déterrés dans un ancien village d'Indiens saladoïdes, situé sur la rive orientale du Río Bucaná, au nord-est de l'actuelle ville de Ponce. Un troisième emplacement possible se trouve à Montserrat, où un coracoïde presque complet a été trouvé (UF 4416). L'os de ce spécimen est légèrement plus petit que l'os de Porto Rico, et pourrait donc être celui d'un Ara tricolore (Ara tricolor) ; il n'a été attribué à aucune des deux espèces.
Williams et Steadman, deux scientifiques américains, estiment possible que l'espèce puisse avoir été originaire de Sainte-Croix, mais Olson et Máiz López considèrent cela comme peu probable, notant que les perroquets, importants pour les populations autochtones, sont susceptibles d'avoir été transportés entre les îles. Il est donc difficile de déterminer les origines géographiques naturelles des perroquets uniquement connus par des restes subfossiles trouvés dans la région des Antilles.

## Extinction
L'extinction des oiseaux dans les Caraïbes s'est produite au cours de trois périodes. La première a été liée à la hausse du niveau des mers après la fin de la dernière ère glaciaire. La deuxième période d'extinction est liée à l'arrivée des Amérindiens, alors que la troisième période d'extinction est liée à l'arrivée des Européens. Les ossements trouvés par Máiz López sont datés d'environ 300 apr. J.-C., ce qui implique que l'extinction d'Ara autocthones a eu lieu par la suite. Bien que les causes exactes de la disparition d'Ara autocthones soient inconnues, cette extinction est probablement liée à l'arrivée des humains dans la région. La présence d'os dans les sambaquis suggère que l'espèce a été chassée pour sa viande.

## Découvertes
C'est L. J. Korn qui déterre les premiers restes d'Ara autocthones en 1934, dans un sambaqui amérindien précolombien près de Concordia sur l'île Sainte-Croix, sans préciser l'âge des os. En 1987, Máiz López trouve plusieurs os appartenant au même individu sur le site archéologique de Hernández Colón, sur la rive orientale du Río Bucaná dans le centre-sud de Porto Rico. Le site archéologique, situé dans les contreforts semi-arides du sud, est un village saladoïde précolombien d'environ 15 000 m2 situé sur une terrasse alluviale. Máiz López trouve également les ossements dans un sambaqui et dans une couche correspondant au début de la phase Pomarrosa, qui est stylistiquement liée au style de céramique Hacienda Grande, qui a duré globalement d'environ 200 ans avant notre ère à 400 apr. J.-C.. La datation au radiocarbone d'échantillons de charbon de bois indique que la phase Pomarrosa a commencé localement autour de 300 apr. J.-C..

## Taxinomie et systématique

Moyennes et intervalles des longueurs du carpométacarpe (carrés jaunes, selon Olson 2008) et du tibiotarse (ronds verts, selon Olson 2008 et ronds rouges, selon Wetmore 1937) des différents aras.

Alexander Wetmore décrit cette espèce en 1937 en lui donnant la dénomination spécifique autocthones. Celle-ci vient du grec ancien αὐτόχθωνος (autókhthônos) (de αὐτός (autós), « soi-même » et de χθών (khthốn), « terre ») signifiant « né de la terre », mais est mal orthographiée dans la description originale. Aussi est-elle parfois corrigée en autochthones (par lapsus),, mais seule une correction justifiée et approuvée par le code international de nomenclature zoologique (article 19) peut permettre de corriger officiellement l'orthographe de l'espèce.
Wetmore place Ara autocthones dans le genre Ara à partir d'un simple tibiotarse, placement confirmé par Storrs L. Olson qui réexamine l'os en 1978. La découverte d'un deuxième spécimen par Edgar J. Máiz López à Porto Rico composé de plusieurs os confirme cet emplacement dans la classification. Ara autocthones se distingue des autres aras par la taille moyenne de ses tibiotarses et carpométacarpes. Olson et Máiz López déterminent que la taille de cette espèce est comparable à des aras géographiquement éloignés, à savoir l'Ara de Lear (Anodorhynchus leari) du Brésil et l'Ara canindé (Ara glaucogularis) de Bolivie. L'analyse détaillée de ces derniers par rapport aux restes d'Ara autocthones montre des différences marquées entre ces espèces, en particulier avec celle du genre Anodorhynchus. Ara autocthones est donc généralement reconnu comme espèce valide,,.
Ara autocthones et l'Ara tricolore (A. tricolor) sont les deux seules espèces d'aras des Caraïbes qui ont été décrites à partir de restes. Sept autres espèces d'aras hypothétiquement éteintes des îles des Caraïbes ont été décrites uniquement sur la base de témoignages écrits,. De ces espèces hypothétiques, la plus proche géographiquement est l'Ara des Antilles (Ara guadeloupensis) de la Guadeloupe. Selon Wetmore, les affinités taxinomiques de ces espèces hypothétiques disparues avec A. autocthones ne sont pas connues.